# Вукашин Браич
Вукашин Браич (на сръбски: Вукашин Брајић) е сръбски певец от Босна и Херцеговина, който я представя на „Евровизия 2010“ в Осло с песента Thunder & Lightning.

## Биография
Браич е роден на 9 февруари 1984 г. в град Сански мост, СР Босна и Херцеговина, Югославия. Още ученик, заради войната в Босна и Херцеговина семейството му се преселва в Сърбия, където се мести няколко пъти.
Става известен на Балканите след участието си в известното реалити шоу Operacija Trijumf, където се класира на 2-ро място. В предаването участва и представителят на Хърватия на „Евровизия 2009“ Игор Цукров (Igor Cukrov). На шоуто Вукашин е най-отличаващият се изпълнител и печели популярност с невероятния си глас.
След предаването става член на OT Band заедно с Джордже Гогов (Đorđe Gogov), Никола Паунович (Nikola Paunović) и Никола Сарич (Nikola Sarić). Бандата участва в Beovizija 2009 с песента Blagoslov za kraj и завършва на 2-ро място след песента на Сърбия за „Евровизия 2009“ Cipela.